# Hentai

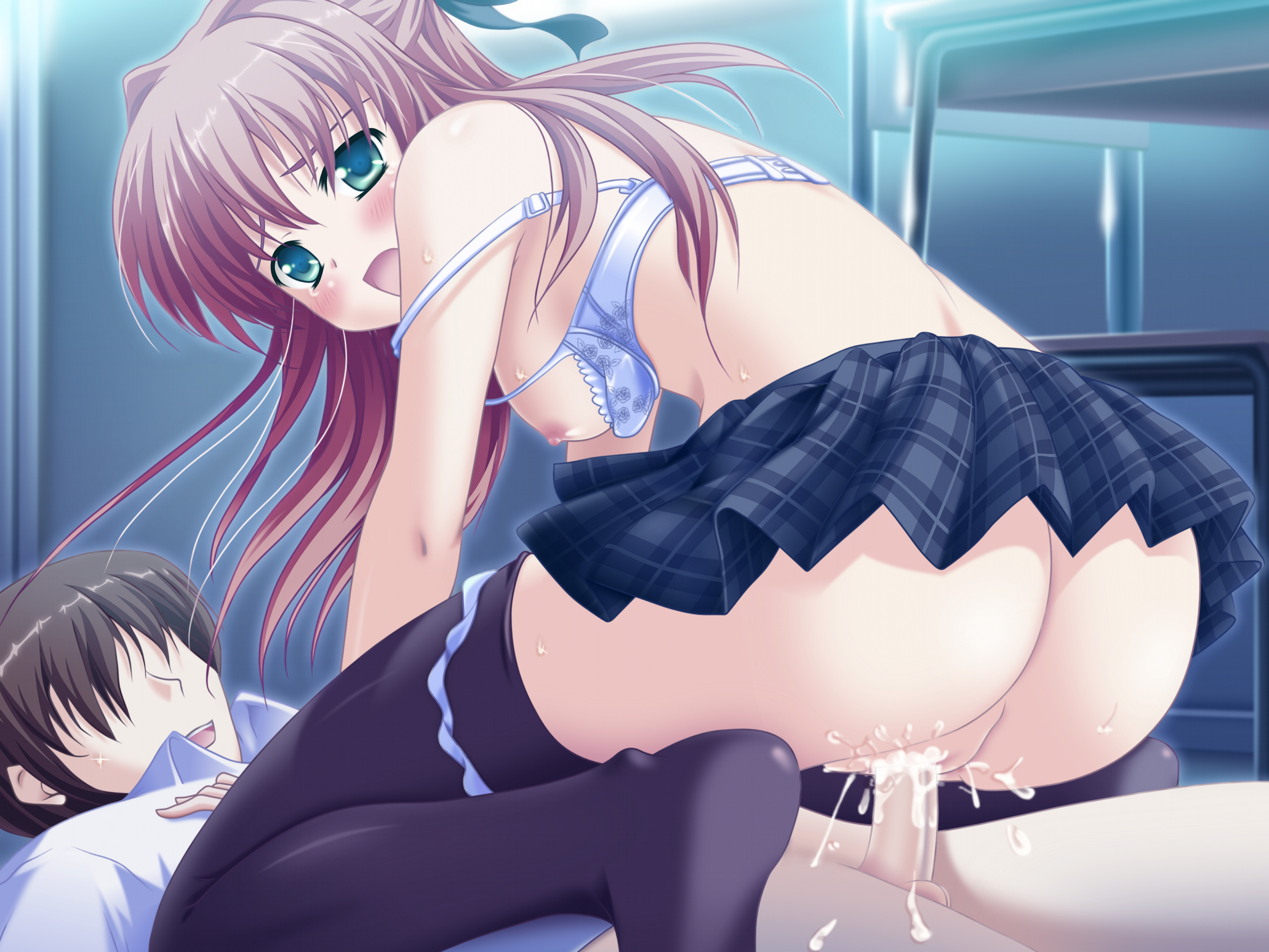
Ví dụ về tranh minh họa hentai dị giới; hình ảnh đã được sửa đổi để loại bỏ kiểm duyệt có trong tác phẩm nghệ thuật gốc.

Hentai (Hiragana: へんたい; Kanji: 変態 (變態); phiên âm từ chữ Hán: "biến thái") là một từ tiếng Nhật dùng để ám chỉ truyện tranh, phim hoạt hình khiêu dâm của Nhật Bản. Từ này trong tiếng Anh được từ điển Oxford định nghĩa là một thể loại con nằm trong các thể loại anime và manga Nhật Bản.

## Ý nghĩa

### Ngữ âm họccủathuật ngữ ngôn ngữ học

Từ hentai viết bằng kanji.

Hentai là một từ kanji được kết hợp từ 変 (hen; "biến", "kỳ quặc", hoặc "lạ") và 態 (tai; "diện mạo" hoặc "tình trạng, trạng thái"). Nó cũng có nghĩa là "biến thái tình dục" (trụy lạc) hoặc "bất thường", đặc biệt là khi được sử dụng như một tính từ.:99. Nó là một cách gọi tắt (shortened form) của cụm từ (変態性欲, hentai seiyoku) có nghĩa là "lệch lạc tình dục" (sexual perversion).. Đôi khi, thuật ngữ "hentai" cũng được sử dụng với nghĩa gần giống với từ lóng "ecchi" (エッチ) trong tiếng Nhật.

### Từ nguyên học
Lịch sử của từ "hentai" có nguồn gốc của nó trong khoa học và tâm lý học. Hentai được định nghĩa khác trong tiếng Anh, từ điển tiếng Anh Oxford định nghĩa hentai là "một thể loại con (subgenre) nằm trong các thể loại manga và anime Nhật Bản, đặc trưng bởi các nhân vật có tính dục (sexualized) công khai (overtly) và các hình ảnh, các tình tiết (plots) tình dục rõ ràng (explicit)".

### Từ ngữ đặc trưng dùng trong các văn hóa phẩm
Người Nhật không sử dụng từ hentai như cách hiểu chung của các quốc gia khác mà dùng các từ sau để ám chỉ các văn hóa phẩm có liên quan của Nhật Bản mang nội dung khiêu dâm (quan hệ tình dục):
- jū hachi kin (18禁, 18-cấm, tức "cấm người dưới 18 tuổi").
- Adult Kanji: 成人 (seijin, thành nhân) Kana: アダルト (adaruto). Ví dụ: seijin manga (成人漫画, thành nhân mạn họa) tức "truyện tranh người lớn").
- AV viết tắt của Adult Video trong tiếng Anh.
- Ero (erotic của tiếng Anh) エロ. Ví dụ: erotic manga (エロ漫画, eromanga), tranh ảnh (trong hentai artbook, bìa truyện (comic cover), erotic anime (エロアニメ, eroanime), erotic game (エロゲ, eroge) nghĩa là anime, manga, game có yếu tố khiêu dâm.

## Lịch sử
Hentai là một nghệ thuật khiêu dâm của Nhật Bản. Khác với ảnh khiêu dâm, hentai cho phép họa sĩ thể hiện hết những gì mình tưởng tượng cũng như điều chỉnh cho phù hợp với thị hiếu và văn hóa. Những hành động được diễn tả trong hentai có khi không thể nào diễn tả được bằng phim.
Hentai đã có từ lâu đời cũng như nghệ thuật erotica của phương Tây. Từ thời kỳ Edo ở Nhật đã có những tranh in bản gỗ ukiyo-e mà shunga là một nhánh chuyên về những đề tài khiêu dâm.
Mỗi nền văn hóa quan niệm khác nhau về sự khác biệt giữa khiêu dâm và nghệ thuật chính thống. Cách hiểu của người Nhật về vấn đề này khá khác biệt với những nền văn hóa khác. Ngay cả phim của trẻ em cũng có thể có những hình ảnh khỏa thân với tính minh họa, mức độ chi tiết được giản lược tối đa.
Loại hình này đã thu hút được một lượng độc giả ở phương Tây thông qua Internet. Mặc dù có khá nhiều truyện tranh khiêu dâm được lưu hành ở phương Tây nhưng chúng chưa thể so sánh được với truyện tranh hentai ngày nay. Những họa sĩ truyện tranh (ở phương Tây) có tài miêu tả hình dáng phụ nữ thường làm việc với những truyện tranh chính thống hơn khiêu dâm vì sợ dư luận, trái ngược với Nhật Bản, nơi có rất nhiều họa sĩ vẽ tranh khiêu dâm.

## Đặc điểm
So với những thể loại khiêu dâm khác, hentai thường có một cốt truyện đi kèm từ mức độ đơn giản đến phức tạp. Ở mức độ đơn giản, sản phẩm mang nặng tính thương mại và có lượng nội dung khiêu dâm cao. Ở mức độ phức tạp cao, yếu tố hentai có thể được giảm nhẹ hoặc không, nhưng thường được tận dụng như một yếu tố phụ vào việc kể chuyện. 
Những họa sĩ vẽ hentai thường phát triển những tình huống lên đến đỉnh điểm, để làm cho người đọc hào hứng hơn. Một số ví dụ là tra tấn hoặc sinh hoạt tập thể. Tuy nhiên xu hướng này thường chỉ hay thấy ở anime và ít hơn ở manga.
Ngoài các thể loại trong manga và anime, hentai còn gồm:
- Bestiality là thể loại làm tình với động vật.
- Bakunyu mô tả cảnh làm tình với phụ nữ có ngực bự, thường là bự quá khổ hoặc bự đến mức phi lý.
- Censored là thể loại mà tác giả hoặc nhà xuất bản che bộ phận sinh dục của nhân vật.
- Uncensored là thể loại mà tác giả hoặc nhà xuất bản không che bộ phận sinh dục của nhân vật.
- Cosplay là thể loại mà nhân vật chính mặc trang phục đặc biệt để đóng giả một nhân vật nào đó.
- Chikan là thể loại cưỡng dâm xảy ra ở nơi công cộng, thường là xe buýt hay tàu lửa.
- Ecchi là thể loại xây dựng theo cách nghĩ của đàn ông. Nhân vật trong truyện thường có những hành động thất thường và ấn tượng liên quan đến thể xác để kích động người xem. Đôi khi, Ecchi không nhất thiết phải đề cập đến tình dục.
- Femdom là thể loại có cảnh làm tình trong đó phụ nữ nắm quyền hơn cả, thường liên quan tới BDSM hay S&M.
- Lolicon là thể loại mô tả cảnh làm tình với trẻ con, thông thường là con gái. Các nhân vật trẻ con trong Loli thường được phóng đại về thể chất, ngoại hình, cư xử theo lối dễ thương và ngây thơ trong sáng.
- Mizugi là thể loại trong đó phụ nữ mặc áo tắm khi làm tình. Loại này thường chỉ có 1 tập và nhiều màu sắc.
- Netorare là thể loại có cảnh ngoại tình, lừa dối.
- Netori là thể loại ngược lại với Netorare, thể loại này thường là nhân vật nữ làm tình với nhân vật nam đã có vợ hoặc người yêu.
- Shibari là thể loại BDSM, tức nhân vật nữ chính bị trói lại khi giao hợp.
- Shotacon là thể loại với nhân vật chính là một cậu bé làm tình với cậu bé khác, người đàn ông hay phụ nữ lớn tuổi hơn.
- Siscon là thể loại loạn luân giữa các chị em với nhau hay với anh em trai, mà nổi bật vẫn là nhân vật nữ.
- Pettanko là thể loại mô tả cảnh làm tình với con gái vú nhỏ, thông thường là trẻ con.
- Pregnant là thể loại làm tình với phụ nữ có thai.
- Trap là một thể loại khá gần với Yaoi. Trong đó, nhân vật nam sẽ mặc đồ nữ giới và có tính cách rất ủy mị.
- Yaoi là thể loại truyện tranh mô tả quan hệ tình dục đồng tính của những người nam với nhau, tùy theo tính chất cốt truyện mà trong Yaoi lại có những kiểu hình nhân vật khác nhau. Ngoài là một thể loại truyện tranh, từ Yaoi có thể dùng để chỉ bất kỳ loại phim hoạt hình nào có kể về quan hệ tình dục nam-nam. Yaoi khác với shōnen-ai, một loại truyện tranh trong đó các nhân vật nam thể hiện lời nói hoặc cử chỉ yêu nhau nhưng không dẫn đến quan hệ tình dục.
- Yuri cũng có ý nghĩa tương tự như Yaoi nhưng nói về quan hệ giữa các nhân vật nữ. Những nhân vật trong Yuri thường khác xa với thực tế hơn Yaoi với những yếu tố về thể chất được đẩy đến mức vô lý, đặc biệt ở thể loại Futanari. Ngoài ra là thể loại shoujo-ai tương đương với shonen-ai đã đề cập ở trên.
- X-ray là thể loại cho phép xem xuyên thấu bên trong cơ thể.

## Tầm ảnh hưởng của hentai bên ngoài Nhật Bản
Dự án Project-H của tạp chí manga 'Digital Manga' đã xuất bản thống kê số liệu các quốc gia dành nhiều thời gian cho hentai là: Estonia, Ireland, Slovenia, Hoa Kỳ, Đan Mạch.